# توم دوجان
توم دوجان (بالإنجليزية: Tom Dugan)‏ هو ممثل أيرلندي، ولد في 1884 بدبلن في جمهورية أيرلندا، وتوفي في 7 مارس 1955 في الولايات المتحدة بسبب حادث مرور.

## وصلات خارجية
- توم دوجان على موقع IMDb (الإنجليزية)
- توم دوجان على موقع أول موفي (الإنجليزية)
- توم دوجان على موقع إن إن دي بي (الإنجليزية)
- توم دوجان على موقع قاعدة بيانات الفيلم (الإنجليزية)